# Trentepohlia zernyi
Trentepohlia zernyi är en tvåvingeart som beskrevs av Alexander 1942. Trentepohlia zernyi ingår i släktet Trentepohlia och familjen småharkrankar. Inga underarter finns listade i Catalogue of Life.